# クロガモ

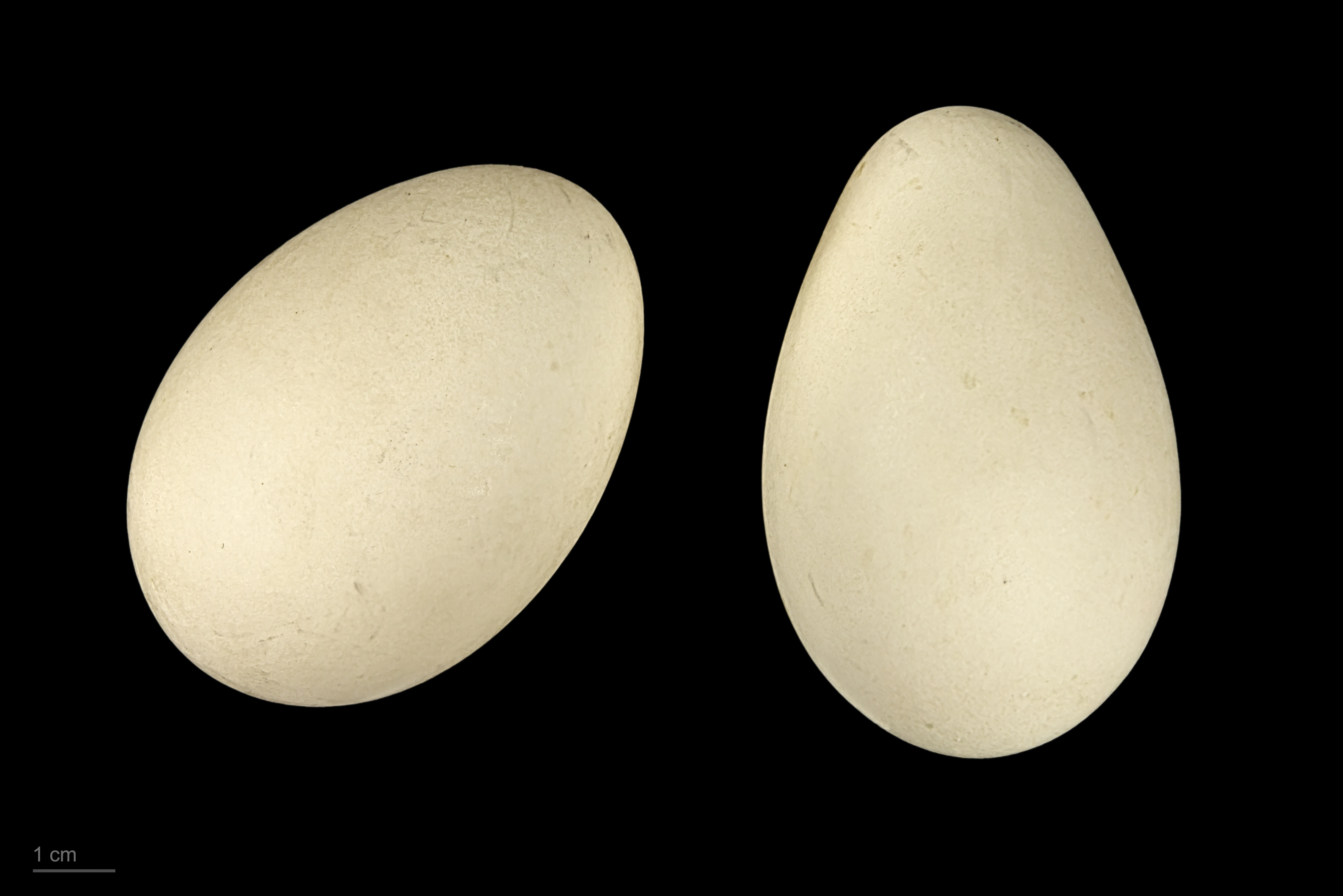
Melanitta nigra

クロガモ（黒鴨、Melanitta nigra）は、カモ目カモ科クロガモ属に分類される鳥類。

## 分布
- M. n. americana　クロガモ

シベリア東部、アラスカ州西部で繁殖し、冬季になるとアメリカ合衆国、中華人民共和国、日本、アリューシャン列島の沿岸域へ南下し越冬する。北海道では幼鳥が観察されたことがあり、繁殖している可能性もある。
- M. n. nigra　ヨーロッパクロガモ

アイスランド、シベリア西部、ヨーロッパ北部で繁殖し、冬季になるとアフリカ大陸北西部、ヨーロッパの沿岸域へ南下し越冬する。

## 形態
全長44-54センチメートル。翼開張79-90センチメートル。体重0.6-1.4キログラム。種小名nigraは「黒い」の意で、和名と同義。
虹彩は褐色。嘴の色彩は黒い。後肢の色彩は黒や黒褐色。
オスの成鳥は全身の羽衣が黒い。メスや幼鳥は全身の羽衣が黒褐色。メスには頬や喉に汚白色や淡灰色の明色斑が入る。オスの幼鳥は上嘴に黄色部がある。
- M. n. americana　クロガモ

オスは上嘴基部は黄色く隆起する。
- M. n. nigra　ヨーロッパクロガモ

上嘴に黄色部があり、上嘴基部に黒い瘤がある。

## 分類
- Melanitta nigra americana　　クロガモ　Pacific black scoter
- Melanitta nigra nigra　(Linnaeus, 1758)　ヨーロッパクロガモ　Europian black scoter

## 生態
非繁殖期には海洋に生息する。繁殖期には主に高地ツンドラ内にある沼地などに生息する。非繁殖期には群れを形成する。
食性は動物食で、貝類、甲殻類（カニ、フジツボなど）、昆虫、魚類の卵などを食べる。繁殖期には淡水性の貝類や昆虫、非繁殖期には海洋性の貝類、甲殻類などを食べる。
繁殖形態は卵生。6-7月に水辺の草原や藪地に枯れ草などを組み合わせた巣を作り、6-9個の卵を産む。抱卵日数は27-31日。雛は孵化してから45-50日で飛翔できるようになる。